# 앵거리 라이스
앵거리 라이스(Angourie Rice, 2001년 1월 1일 ~ )는 오스트레일리아의 배우이다. 영화 《레이디스 인 블랙》에서의 역할을 통해 2018 AACTA 어워드에서 영화 부문 여우주연상을 수상했다.

## 어린 시절
라이스는 어린 시절에 감독인 제러미 라이스(Jeremy Rice), 각본가인 어머니 케이트 라이스(Kate Rice)와 함께 멜버른에서 살았다. 또한 퍼스에서 5년 간 살았고 멜버른으로 가기 전에 1년 동안 독일 뮌헨에서 있기도 했다.

## 경력
2013년에 라이스는 아포칼립스 스릴러 영화 《디즈 파이널 아워즈》에서 자신의 장편 영화 연기 데뷔를 했다. 그녀는 애니메이션 영화 《다이노소어 어드벤처 3D》에서 시작 장면과 마지막 장면의 라이브 액션 씬에 출연했다.
2014년에 라이스는 드라마 《더 닥터 블레이크 미스터리스》, 《워스트 이어 오브 마이 라이프 어게인》에 출연했고, 2015년에는 《마코 머메이드스》에 출연했다.
2016년에 라이스는 액션 코미디 영화 《나이스 가이즈》에서 라이언 고슬링과 러셀 크로의 상대역 홀리 마치 역으로 인기를 얻었다. 공상과학 판타지 영화 《노웨어 보이스: 더 북 오브 섀도스》에서 초현상 능력 악역 테스 역으로 출연하기도 했다.
2017년에 그녀는 소설 《재스퍼 존스》를 각색한 오스트레일리아의 영화에 엘라이자 위시아트 역을 연기하여 AACTA에서 일부 상 후보로 지명되었다. 또한 《매혹당한 사람들》에서 제인 역과 리부트 영화 《스파이더맨: 홈커밍》에서 베티 그랜트 역을 연기했다.
2018년에 라이스는 로맨스 드라마 영화 《에브리데이》에 출연했고 《레이디스 인 블랙》을 각색한 오스트레일리아의 영화에 리사 역으로 출연했다.

## 출연 작품
| 연도 | 제목                             | 배역          | 참고                       |
| ---- | -------------------------------- | ------------- | -------------------------- |
| 2009 | Hidden Clouds                    | 에디스        | 단편 영화                  |
| 2011 | Mercy                            | 머시          | 단편 영화                  |
| 2012 | Transmission                     | 틸리          | 단편 영화                  |
| 2013 | Coping                           | 루루          | 단편 영화                  |
| 2013 | 디즈 파이널 아워즈               | 로즈          |                            |
| 2013 | 다이노소어 어드벤처 3D           | 제이드        |                            |
| 2016 | 노웨어 보이스: 더 북 오브 섀도스 | 태건          |                            |
| 2016 | 나이스 가이즈                    | 홀리 마치     |                            |
| 2017 | 재스퍼 존스                      | 엘리자 위샤트 |                            |
| 2017 | 매혹당한 사람들                  | 제인          |                            |
| 2017 | 스파이더맨: 홈커밍               | 베티 브랜트   |                            |
| 2018 | 에브리데이                       | 리애넌        |                            |
| 2018 | 레이디스 인 블랙                 | 리사          | AACTA 어워드 여우주연 수상 |
| 2019 | 스파이더맨: 파 프롬 홈           | 베티 브랜트   |                            |
| 2020 | 생츄어리2: 쿼카가 너무해         | 데이지        | 애니메이션                 |
| 2022 | 시니어 이어                      | 스테파니      | 레벨 윌슨 아역             |
| 2024 | 퀸카로 살아남는 법: 더 뮤지컬    | 케이디 헤론   |                            |

| 연도 | 제목                                | 배역      | 참고                    |
| ---- | ----------------------------------- | --------- | ----------------------- |
| 2014 | 더 닥터 블레이크 미스터리스         | 리사 우튼 | 에피소드: "The Silence" |
| 2014 | 워스트 이어 오브 마이 라이프 어게인 | 루비      | 에피소드: "Halloween"   |
| 2015 | 마코 머메이드스                     | 네피      | 에피소드: "Stowaway"    |
| 2023 | 그가 나에게 말하지 않은 것          | 베일리    |                         |